# 意大利驻三都澳领事馆
意大利驻三都澳领事馆，是19世纪末意大利王国在大清帝国设立的领事馆，馆址位于宁德县三都岛上（今福建省宁德市蕉城区三都镇），现已废止。
光绪二十四年（1898年），清政府主动开发三都澳作为对外贸易港口。意大利最先向清政府提出租借三都澳，后德国、美国、日本亦意图将三都澳纳入势力范围。1899年5月，三都澳设立福海关，是当时福建的三大海关之一，同年，英国、德国、荷兰、日本、美国等21国的公司在三都开设分支机构，意大利在三都澳设立了领事馆。领事馆建筑现已不存。